# Kninska tvrđava
Kninska tvrđava jedna je od najvećih i najstarijih europskih tvrđava. 
Najstariji dio tvrđave, Kaštel Knin izgrađen je u drugoj polovici 9. stoljeća.  Tokom stoljeća, osvajali su je, rušili i gradili Mađari, Turci, Mlečani, Francuzi i Austrijanci. 
Tvrđava je smještena na južnom dijelu brda Spas i nalazi se 100 metara iznad grada Knina.  
Duga je 470 metara, a na najširem dijelu široka je 110 metara. Obrambeni zidovi koji je opasuju sa svih strana u dužini od gotovo 2 kilometra mjestimično su visoki i do 20 metara. Nalazi se na 345 metara nadmorske visine.
Kninska tvrđava se može podijeliti na pet dijelova: Gornji grad (Kaštel Knin), Srednji grad (Garišta), Donji grad, Bandjeru (Kaštel Lab) i postaju Belveder. Svaki od ovih dijelova tvrđave može se smatrati i samostalnim utvrđenim gradom.

## Građa

### Gornji grad (Kaštel Knin)
Najstariji dio tvrđave je gornji grad koji se nalazi na najsjevernijem dijelu tvrđave i po visini je u razini s Bandjerom.
Gornji grad je nastao u 9. stoljeću kad je formiran hrvatski srednjovjekovni kastrum. Tu je bilo sjedište starohrvatske države i kraljeva. Promatrajući slojeve sjevernog zidnog plašta primjetna je bitna razlika u načinu izgradnje. U donjem i najstarijem sloju koji je oštro odijeljen diskontinuitetnom linijom dolazi do izražaja tehnika gradnje sitnih krševa nepravilnog maltera. To odgovara tehnici gradnje ranog srednjega vijeka, koji se naročito ispoljava kod naših najstarijih crkava, izgrađenih u 9. stoljeću. On zasigurno predstavlja ostatak utvrđenja izgrađenog za vrijeme narodne dinastije, čime se, za sada, može podičiti samo Knin. 
Ostali dio zidnog plašta ima karakteristike kasnog srednjeg vijeka kad su tu stolovali banovi iz plemićkih obitelji Šubića bribirskih (Pavao i Mladen) i Nelipića (Ivan i Vladislava), a poslije Turci. Zidni plašt je najvjerojatnije završavao nazubljenim završetkom, a pronalaskom vatrenog oružja sistemom puškarnica. 
U gornji grad - Kaštel Knin ulazilo se kroz čvrsta kamena vrata, utvrđena pokretnim drvenim mostom, koji se dizao lančanim sistemom, ispod kojeg je bio jarak, sistemom polukružnih puškarnica i jednim topovskim mjestom. Na vratima se još vide kamene konzole koje su služile obrambenoj svrsi prije vatrenog oružja. 
Građevni materijal korišten je iz kamenoloma tvrđave, istočno od postaje sv. Cecilije. Sedra, kojom su radi amortizacije topovskih kugli pokriveni gornji dijelovi zida, donesena je iz bliže okolice Knina. Osim toga, zbog veće sigurnosti u obrani tvrđave sa sjevera Mlečani su 1711. godine napravili zasjeklinu duboku 11 metara koja dijeli Spas na sjeverni i južni dio.  
Mlečani su za svoje vladavine proširili gornji grad prema sjeveru s tri platforme u obliku bastiona, zvane utvrda gornja, utvrda donja i oštri bedem-kljun s 12 topovskih otvora, danas zvan Kalunerica. Sistem kazamata Kalunerica u unutrašnjosti je isprepleten gotskim mračnim hodnicima, niskim svodovljem, iz kojeg proviruju oveći topovski otvori koji su usmjereni na Molinova vrata, Atlagića most i sjeverni dio brda Spas. 
Iz tog podzemlja kamenim stepeništem se izlazi na središnji dio gornjeg grada, na nekadašnji centar starohrvatske države. Tu je u blizini i prva kamena tamnica s malim otvorom i teškim hrastovim vratima. Svod od tamnice je od sedre, s kojeg za kišnih dana kaplje voda. Unutra vladaju tama, vlaga i tišina. 
Na prostoru nekadašnjeg hrvatskog kraljevskog kastruma za Mlečana se nalazila zgrada kaštelana - vojnog zapovjednika tvrđave, staro spremište, zdenci za vodu, vojarne, barutana i druga kamena tamnica. 
Gornji grad bio je i najbolje čuvan. Bio je naoružan s 15 topova raznih kalibara i veličina. Uhodanom stazom u krugu danju i noću stražarili su vojnici na zidinama i kroz mnogobrojne puškarnice pazili da se ne bi netko neopažen uvukao u tvrđavu, ili bi pratili kretanje neprijatelja.  
Građevinsko konstruktivna sanacija i konzervacija koja se sustavno provodi od 2005. godine potvrdila je na ovom dijelu tvrđave pronalazak arhitektonskih ulomaka namještaja i to ranoromaničkih karakteristika. Viša kustosica Kninskog muzeja mr. sc. Katarina Gugo smatra da je riječ o arhitektonskim ostacima iz crkve sv. Stjepana, a oni upućuju da je 12. stoljeće vrijeme gradnje Sjevernog zida kninske tvrđave na Kaštelu. 

### Garišta (Srednji grad)
Garišta (Srednji grad) se nalaze ispod Kaštela Knin i počela su se graditi u 13. stoljeću. Iz donjeg grada u srednji grad se ulazi kroz čvrsta kamena vrata koja štite bastion Grimani i postaja Kandija nova s četiri topa i nizom puškarnica. Garišta znače prostor gdje se nalazi više kuća koje su služile za stanovanje. U ratnim prilikama taj se prostor koristio kao sklonište stanovnika iz kninske varoši. 
S istočne i zapadne strane Garišta su bila opasana zidinama, sa sjeverne strane bila su spojena s kaštelom Knin, a na južnoj strani završavala su na hridinama brda Spas.  Garišta su imala dvoje vrata - Vrata od Drniša, kroz koja se preko mosta na Krki išlo u Drniš, i druga, najvjerojatnije između bastiona Pisani i okrugle kule Topane. 
Današnji izgled i opseg srednji grad dobiva poslije 1688. godine, poslije odlaska Turaka i reorganizacijom tvrđave od strane Mlečana. Taj grad sa sjeveroistočne strane brane bastion Grimani, Okrugla kula, postaja Pasqualigo i Kandija nova, a sa zapadne strane postaja sv. Cecilije naoružana s dvanaest topova. 
Iza postaje Kandija nova nalazi se zgrada za spremište dvopeka, zgrada opreme oružja, šesterostrana barutana Pvlverium, zgrada skladišta oružja i druga zgrada  - spremište baruta - barutana. Uskim tvrđavskim prolazom zaštićenim puškarnicama, podno 20 metara visokim zidom, ulazi se kroz mala kamena vrata u novoizgrađeni dio gornjeg grada - Kalunericu. 
Jedan od ruševnih objekata u ovom dijelu tvrđave 2015. godine je obnovljen i u njemu je otvoren Muzej Oluja '95. 

### Kaštel Lab (Bandjera)
Iznad tvrđavskog trga smjestio se visoko Kaštel Lab koji se u povijesnim izvorima spominje u 14. stoljeću. U njemu je u srednjem vijeku boravio hrvatski podban. Kad su Mlečani osvojili Knin, 1688. godine, nekadašnji Kaštel Lab nanovo je utvrđen u artiljerijski recinkt koji se tada zove Korlat. U kasnijim mletačkim crtežima kninske tvrđave, Lab se naziva i Piccolo castello, a danas se naziva Bandjera. U Kaštel se ulazi preko pokretnog drvenog mosta kroz nadsvođeni ulaz na kojem je mletački natpis o obnovi iz 1711. godine. 
Kaštel Lab je bio utvrđen s tri topovska otvora. U njemu je bila sagrađena jedna zgrada i cisterna za vodu. Iz Kaštela Lab može se kroz mala kamena vrata, strmim stepenicama, spustiti u postaju Belveder. Na Kaštel Labu, odnosno na Bandjeri se nalazi metalni stup sa zastavom. 

### Postaja Belveder
Postaja Belveder izgrađena je na južnim hridinama brda Spas od 1688. do 1713. godine. To je novi dio tvrđave koji je sa zapadne strane zaštićen vijugavim zidom, koji se izdiže iznad kanjona rijeke Krke, a proteže se od najjužnije točke tvrđave i ide sve do Kaštel Laba, odnosno do Bandjere. S južne strane opasan je debelim čvrstim zidinama obrubljenim poluoblim kamenim vijencem. 
U postaju Belveder ulazi se s tvrđavskog trga preko pokretnog lančanog mosta, podno kojeg je iskopan duboki jarak. Sam ulaz u grad štitio je bastion Belveder i polubastion Emo (nazvan po generalnom providuru Angelu Emu) kao i zatvoreni prsobran od 20 puškarnica, a s jugoistoka zatvoreni prsobran Belveder s puškarnicama. Postaju Belveder branilo je 9 topova raznih kalibara i veličina. 
U postaji se nalaze dvije vojarne, zgrada bolnice i cisterna za vodu s krunom. Položaj kninske bolnice se tijekom vremena često mijenjao, tako da je tek 1789. godine u tvrđavi uspostavljena prva vojna bolnica koju su vodila tri zdravstvena radnika, jedan kirurg i dva pomoćnika. Tu su se liječili i teški bolesnici iz varoši. 
U prizemlju bolnice “Spital” bile su četiri prostorije, a jedna je bila mrtvačnica. Na pročelju zgrade vidljive su i puškarnice, što nam govori da je zgrada prije služila kao obrambeni objekt. Uz zgradu bolnice je i sanitarni objekt, sa sjedećim kamenim nužnikom koji se ispirao kišnicom s krova zgrade. Nedaleko od zgrade bolnice usječena su u kamenu i pomoćna vrata za komunikaciju s kninskom varoši. 
Ispod postaje Belveder diže se nekoliko desetaka metara iznad rijeke Krke mala kula zvana kula “Gradac” ili “Toretta”. Kula je bila četverokutna s platformom za topove. Do Drugog svjetskog rata bili su vidljivi zidovi i oblik kule, kao i zid za vezu s gornjim gradom. Danas postoje samo skromni temeljni ostaci kule.

### Donji grad
Mlečani su ovaj dio tvrđave najviše obnovili i proširili i to najvjerojatnije u razdoblju od 1688. do 1713. godine. Glavni ulaz u ovaj grad predstavlja ustvari i glavni ulaz u tvrđavu. Nad glavnim ulazom u tvrđavu izgrađen je čitav obrambeni sustav utvrda: zaklon za vrata, stražarnica i bastion Pisani (nazvan po generalnom providuru Carlu Pisaniju).  
Kamena vrata građena su u baroknom stilu, a vratnice su od hrastovine ojačane sa željeznim čavlima, pravim simbolom nerazornih vrata. Velike vratnice su se otvarale u iznimnim slučajevima, a svakodnevno se komuniciralo kroz mala vrata usječena u lijevu vratnicu. Ova monumentalna vrata gradio je najvjerojatnije trogirski majstor Ignacije Macanović. 
Nad vratima se nalazi simbol Mletačke Republike - krilati lav s knjigom i križem na kojem su urezani inicijali generalnog providura Carla Pisanija s godinom 1711. kad su vrata i građena.  
Lav je simbol sv. Marka evanđelista iz vremena ranog kršćanstva. Krilo predstavlja brzo širenje kršćanske misli, križ propovjednika kršćanstva, a knjiga evanđelje. 
Grb je oštećen za vladavine Napoleona, baš na mjestu gdje lav šapom drži knjigu.  Kako se na suprotnoj strani kamenog grba nalazi nedovršeni mletački grb s likom s otvorenom knjigom, ovdje je knjiga sigurno bila zatvorena. Pravilo je bilo, kad je knjiga otvorena onda je Mletačka Republika bila u miru i na njoj je pisalo “Pax tibi Marco - evangelista meus”. Zatvorena knjiga značila je da se Republika nalazi u ratnom stanju bilo na kojem prostoru. 
Pred vratima se nalazio jarak s vodom premošten drvenim mostom koji se dizao i spuštao lančanim sistemom. Snažne ruke stražara u vijekovima podizale su i spuštale most posebnim sistemom koloturja. 
Kroz sumrak kamenih vrata, lijevi prolaz vodi na prostor prvog obrambenog dijela, “niskih kliješta”, smještenih između bastiona Pisani i Vendramin. 
Desno se izlazi na prostrani tvrđavski trg koji zatvaraju bastion Pisani, bastion Vendramnin, zgrada pekare, kovačnica, tvrđavska crkva sv. Barbare - zaštitnice topništva i upravna zgrada Kninskog muzeja i tvrđave. 
Idući prema sjeveru na lijevoj strani nalazila se zgrada guvernera oružja, danas zgrada starogradske vijećnice, a desno vojarna, danas galerija kninskog muzeja. 
S desne strane je velika cisterna za vodu s dvije krune. Do nje se nalazi platforma s topovskim otvorima zvana Kavaljer sveceze. 
Donji grad bio je branjen sa sjeveroistoka bastionom Pisani, bastionom Vendramin, postajom sv. Barbara i bastionom Kavaljer Sveceze s ukupno 22 topa raznih veličina i kalibara. 

## Očuvanje tvrđave
Tvrđavi je krajem 19. stoljeća prijetilo da postane kamenolom, za što se zalagala grupa trgovaca iz Knina, ali spasilo ju je Hrvatsko starinarsko društvo iz Knina na čelu s Fra Lujom Marunom koje ju je otkupilo od Financijska ravnateljstva Austrije za četiri tisuće forinti. 
Za vrijeme Drugog svjetskog rata Talijani i Nijemci ruše zidine bastiona, polubastiona i zgrade vojarne i barutane, a od kamenja prave postolja za svoje topove. Tvrđava je tada bila 80 posto porušena i prijetila joj je opasnost od potpunog uništenja. Međutim, odmah poslije oslobođenja Knina od Nijemaca, Odbor za čuvanje kulturno-povijesnih spomenika u Kninu, financiran od Republičkog fonda za kulturu, radi na obnovi i revitalizaciji kninske tvrđave.
Veliki doprinos zaštiti, spašavanju i revitalizaciji kninske tvrđave dao je pedesetih i šezdesetih godina 20. stoljeća kninski profesor povijesti i povijesti umjetnosti Paško Paić, koji je sa svojim učenicima svakodnevno radio na obnovi i očuvanju tvrđave.

### Građevinska i konstruktivna sanacija i konzervacija na Kaštel Kninu
Nakon uspostave Kninskog muzeja 1969. godine, na tvrđavi su se provodili manji zidarski zahvati na pojedinim zidovima, ali i bedemima, kao i zgradama tvrđave. Ti su zahvati izvedeni na zgradama porušenim u Drugom svjetskom ratu te oštećenima u potresima 1971. i 1986. godine. 
Godine 2006. se započelo s građevinskom i konstruktivnom sanacijom te konzervacijom na sjevernom zidu Kaštela Knin. 
Metodološkim postupcima zidovi su očišćeni od dotrajalog vezivnog materijala, izvađen je sav dotrajali kamen te je injektirano kameno ziđe. 

## Tvrđava - podgrađe
Lokalitet se nalazi neposredno u podnožju današnje kninske tvrđave za koju se zna da je bila u funkciji vojno–administrativnog centra grada koji se zvao Tenen. Taj centar je imao svoje civilno naselje – Podgrađe. 
Istraživanjem u Podgrađu započetim 2001. godine naišlo se na inače rjeđe kod nas poznatu, srednjovjekovnu romaničku stambenu arhitekturu.  
Otkriven je i konzerviran vojni objekt koji se može datirati od 13. do 17. stoljeća.  Objekt se inače prikazuje na mletačkoj karti autora Saveria Avesana iz 1700. – 1799. godine koja se čuva u Museo Correru.  

## Vanjske poveznice
- Kninska tvrđava Hrvatska tehnička enciklopedija, portal hrvatske tehničke baštine. LZMK